# 1920 Sarmiento
1920 Sarmiento este un asteroid din centura principală, descoperit pe 11 noiembrie 1971 de James Gibson și Carlos Cesco.